# Attulf de Spolète
Atto ou Attulf duc de Spolète du VIIe siècle

## Éléments de Biographie
Atto ou Attulf est briévement mentionné par Paul Diacre qui indiqueː « A Spolète Atto succéda à Théodelape dans la dignité ducale »
Il ajoute plus loin qu'après que le roi Grimoald eut reconquis sur les grecs la région de Bénévent il donne vers 665 à Transamund comte de Capoue  qui lui avait rendu d'éminents services dans cette opération, sa fille, la seconde sœur de Romuald et qu'il fait de lui le duc de Spolète à la suite d'Atto.